# Кужбальское сельское поселение
Кужба́льское се́льское поселе́ние — муниципальное образование в Нейском районе Костромской области.
Административный центр — село Кужбал.

## История
Кужбальское сельское поселение образовано 30 декабря 2004 года в соответствии с Законом Костромской области № 237-ЗКО, установлены статус и границы муниципального образования.
8 декабря 2010 года в соответствии с Законом Костромской области № 14-5-ЗКО в состав Кужбальского сельского поселения включено упразднённое Фуфаевское сельское поселение.
Законом Костромской области от 8 декабря 2010 года в Кужбальское сельское поселение было влито упразднённое Фуфаевское сельское поселение.
Законом Костромской области от 16 июля 2018 года в Кужбальское сельское поселение было влито упразднённое Вожеровское сельское поселение.
Законом Костромской области от 18 марта 2021 года № 65-7-ЗКО упразднено в связи с преобразованием муниципального района город Нея и Нейский район в Нейский муниципальный округ.

## Население
| 2008 | 2010 | 2012 | 2013 | 2014 | 2015 | 2016 |
| ---- | ---- | ---- | ---- | ---- | ---- | ---- |
| 730  | ↘578 | ↗688 | ↘646 | ↘611 | ↘589 | ↘549 |
| 2017 | 2018 | 2019 | 2020 |      |      |      |
| ↘531 | ↘476 | ↗535 | ↘523 |      |      |      |

## Состав сельского поселения
| №  | Населённый пункт | Тип населённого пункта       | Население |
| -- | ---------------- | ---------------------------- | --------- |
| 1  | Афонасово        | деревня                      | →6        |
| 2  | Болотово         | деревня                      | →0        |
| 3  | Большая Липовица | деревня                      | ↗19       |
| 4  | Брениха          | деревня                      | →0        |
| 5  | Даровинки        | деревня                      | ↘0        |
| 6  | Домниково        | деревня                      | ↗8        |
| 7  | Заингирь         | деревня                      | →10       |
| 8  | Заингирь         | село                         | ↗44       |
| 9  | Конново          | деревня                      | →14       |
| 10 | Красная Осыпь    | посёлок                      | →104      |
| 11 | Кужбал           | село, административный центр | ↘339      |
| 12 | Никитское        | село                         | →0        |
| 13 | Ольховка         | деревня                      | ↗1        |
| 14 | Палкино          | деревня                      | ↘4        |
| 15 | Пастники         | деревня                      | →0        |
| 16 | Петрятино        | деревня                      | ↗66       |
| 17 | Погорелка        | деревня                      | →0        |
| 18 | Пустынь          | деревня                      | →0        |
| 19 | Тимофеево        | деревня                      | →0        |
| 20 | Филатово         | деревня                      | →0        |
| 21 | Фуфайки          | деревня                      | ↘2        |
| 22 | Школьный         | посёлок                      | ↗136      |
| 23 | Большая Пасьма   | деревня                      | ↘1        |
| 24 | Борисово         | деревня                      | →0        |
| 25 | Вожерово         | село                         | ↗231      |
| 26 | Гаврино          | деревня                      | ↘11       |
| 27 | Ивановское       | деревня                      | ↗28       |
| 28 | Лаврово          | деревня                      | →0        |
| 29 | Максаково        | деревня                      | →0        |
| 30 | Малая Пасьма     | деревня                      | →0        |
| 31 | Михалево         | деревня                      | ↗40       |
| 32 | Ново-Вожеровка   | деревня                      | →0        |
| 33 | Оленево          | деревня                      | →0        |
| 34 | Раменье          | деревня                      | →0        |